# Slavko Ištvanić
Slavko Ištvanić (Zagabria, 12 luglio 1966) è un ex calciatore croato, di ruolo difensore.
Ha vestito per 13 anni la maglia della Dinamo Zagabria di cui è stato anche capitano, con i Modri è sceso in campo in 527 occasioni vincendo anche un campionato croato ed una Coppa di Croazia.

## Carriera

### Club
Cresciuto nella Dinamo Zagabria esordì in prima squadra il 25 aprile 1984 quando, lanciato da Zdenko Kobeščak, scese in campo a soli 17 anni nella semifinale di Coppa di Jugoslavia persa contro la Stella Rossa.
Nel 1993, nella finale di Coppa di Croazia contro l'Hajduk Spalato, scese in campo con la fascia da capitano al braccio nonostante avesse subito solamente il giorno prima la scomparsa del padre. Con i Modri giocò 527 partite in 13 anni di permanenza sollevando anche due titoli nazionali. Dopo la permanenza nella Dinamo vestì brevemente le divise di Segesta, Sesvete, Novalja e infine Dugo Selo con cui si ritirò dal calcio giocato nel 2002. Dichiarò di non aver avuto mai la possibilità di trasferimento dalla Dinamo ad altri club esteri poiché non fu concesso da Franjo Tuđman.

### Nazionale
Esordì con la Croazia 19 giugno 1991 nella partita amichevole contro la Slovenia giocata si a Murska Sobota. La terza ed ultima partita con i Vatreni la disputò il 20 aprile 1994 nella partita contro la Slovacchia tenutasi a Bratislava.

## Statistiche

### Cronologia presenze e reti in nazionale
| Cronologia completa delle presenze e delle reti in nazionale ― Croazia | Cronologia completa delle presenze e delle reti in nazionale ― Croazia | Cronologia completa delle presenze e delle reti in nazionale ― Croazia | Cronologia completa delle presenze e delle reti in nazionale ― Croazia | Cronologia completa delle presenze e delle reti in nazionale ― Croazia | Cronologia completa delle presenze e delle reti in nazionale ― Croazia | Cronologia completa delle presenze e delle reti in nazionale ― Croazia | Cronologia completa delle presenze e delle reti in nazionale ― Croazia |
| Data                                                                   | Città                                                                  | In casa                                                                | Risultato                                                              | Ospiti                                                                 | Competizione                                                           | Reti                                                                   | Note                                                                   |
| ---------------------------------------------------------------------- | ---------------------------------------------------------------------- | ---------------------------------------------------------------------- | ---------------------------------------------------------------------- | ---------------------------------------------------------------------- | ---------------------------------------------------------------------- | ---------------------------------------------------------------------- | ---------------------------------------------------------------------- |
| 19-6-1991                                                              | Murska Sobota                                                          | Slovenia                                                               | 0 – 1                                                                  | Croazia                                                                | Amichevole                                                             | -                                                                      |                                                                        |
| 22-10-1992                                                             | Zagabria                                                               | Croazia                                                                | 3 – 0                                                                  | Messico                                                                | Amichevole                                                             | -                                                                      |                                                                        |
| 20-4-1994                                                              | Bratislava                                                             | Slovacchia                                                             | 4 – 1                                                                  | Croazia                                                                | Amichevole                                                             | -                                                                      | 50’                                                                    |
| Totale                                                                 |                                                                        | Presenze                                                               | 3                                                                      |                                                                        | Reti                                                                   | 0                                                                      |                                                                        |

## Palmarès

### Club

#### Competizioni nazionali
- Campionato croato: 1

Dinamo Zagabria: 1992-1993
- Coppa di Croazia: 1

Dinamo Zagabria: 1993-1994